# デ・コスタ家の優雅な獣
『デ・コスタ家の優雅な獣』は、喜多みどりによる日本のライトノベルである。角川ビーンズ文庫（角川書店）より発行。2013年9月完結。全5巻。イラストはカズアキ。

## 登場人物

### デ･コスタ家
ロザベラ
主人公。「デ・コスタ家」の血を引く唯一の女性。超内気で臆病な性格。
ノア
「デ・コスタ家」次男。無愛想で口が悪く、他人を寄せ付けない。
エミリオ
「デ・コスタ家」長男。一見柔和な紳士だが、本性は冷徹な策略家。
ダリオ
「デ・コスタ家」三男。やんちゃな遊び人で、すぐカッとなる一面も。

### その他
アレックス・リー
中央政府から派遣された連邦検事

## 既刊一覧
1. 『デ・コスタ家の優雅な獣』（2012年7月1日発売 ISBN 978-4-04-100364-0）
2. 『デ・コスタ家の優雅な獣2』（2012年11月1日発売　ISBN 978-4-04-100552-1）
3. 『デ・コスタ家の優雅な獣3』（2013年2月1日発売　ISBN 978-4-04-100678-8）
4. 『デ・コスタ家の優雅な獣4』（2013年5月1日発売　ISBN 978-4-04-100813-3）
5. 『デ・コスタ家の優雅な獣5』（2013年9月1日発売　ISBN 978-4-04-100976-5）